# Saint-Hilaire-sur-Risle
Saint-Hilaire-sur-Risle település Franciaországban, Orne megyében. Lakosainak száma 291 fő (2022. január 1.). Saint-Hilaire-sur-Risle Aube, Beaufai, Le Ménil-Bérard, Sainte-Gauburge-Sainte-Colombe és Saint-Pierre-des-Loges községekkel határos.

## Népesség
A település népessége az elmúlt években az alábbi módon változott:
| Lakosok száma | 326  | 318  | 316  | 316  | 316  | 307  | 299  | 291  |
|               | 2013 | 2015 | 2017 | 2018 | 2019 | 2020 | 2021 | 2022 |